# Кливланд (Оклахома)
Кливланд (енгл. Cleveland) град је у америчкој савезној држави Оклахома.

## Демографија
По попису из 2010. године број становника је 3.251, што је 31 (-0,9%) становника мање него 2000. године.
| Група             | 2000.         | 2010.         |
| Белци             | 2.781 (84,7%) | 2.702 (83,1%) |
| Афроамериканци    | 7 (0,2%)      | 22 (0,7%)     |
| Азијати           | 15 (0,5%)     | 25 (0,8%)     |
| Хиспаноамериканци | 34 (1,0%)     | 73 (2,2%)     |
| Укупно            | 3.282         | 3.251         |